# Saxifraga sect. Trachyphyllum
Saxifraga sect. Trachyphyllum es una sección del género Saxifraga. Contiene las siguientes especies:

## Especies
- Saxifraga aspera L.
- Saxifraga bronchialis L.
- Saxifraga bryoides L.)